# SEPECAT
SEPECAT (plným názvem francouzsky Société Européenne de Production de l'avion École de Combat et d'Appui Tactique, Evropská společnost pro výrobu letounu pro bojový výcvik a taktickou podporu) je britsko-francouzský letecký výrobce založený roku 1966 s cílem vývoje, výroby a prodeje pokračovacího cvičného a útočného letounu Jaguar. Vznikl jako akciová společnost (société anonyme) podle francouzského právního řádu, a zakladateli, každý s polovičním vlastnickým podílem, byla francouzská společnost Breguet (v roce 1967 odkoupená společností Dassault Aviation) a britská British Aircraft Corporation (v roce 1977 sloučená do British Aerospace).

## Vyráběná letadla
- SEPECAT Jaguar